# Bộ Tư lệnh Chiến lược Hoa Kỳ
Bộ Tư Lệnh Chiến Lược Hoa Kỳ (United States Strategic Command) gọi tắt là USSTRATCOM, là một trong mười một bộ tư lệnh tác chiến thống nhất trong Bộ Quốc phòng Hoa Kỳ. Có trụ sở chính tại Căn cứ Không quân Offutt, Nebraska, USSTRATCOM chịu trách nhiệm về chiến lược răn đe vũ khí hạt nhân, tấn công trên toàn cầu và vận hành Global Information Grid. Bộ Tư lệnh Chiến lược Hoa Kỳ cung cấp cho lãnh đạo quốc gia một nguồn lực thống nhất để hiểu rõ hơn về các mối đe dọa cụ thể trên thế giới và các phương tiện để ứng phó với những mối đe dọa đó một cách nhanh chóng.

## Trụ sở
Trụ sở của Bộ Tư Lệnh Chiến Lược Hoa Kỳ đặt tại Căn cứ Không quân Offutt, bang Nebraska. Trụ sở trước đây là toà nhà Gen. Curtis E. LeMay hoàn thành năm 1957. Trong thời gian thi công trụ sở, có một hầm ngầm chống bom hạt nhân cũng được bí mật xây dựng. Hầm ngầm này có tường dày 24 inch, trần dày 10 inch và mái dày từ 24-42 inch. Phòng chỉ huy chính có sáu màn hình dài 16 foot, hệ thống máy tính IBM 704 và hầm ngầm có chỗ cho 800 người trong hai tuần. Và chính hầm ngầm này vào ngày 11/9 cũng được tổng thống Mỹ George W. Bush sử dụng để làm nơi trú ẩn và họp với các quan chức cấp cao. Tuy nhiên sau khi trụ sở mới trị giá 1,3 tỷ đô la Mỹ được hoàn thành, toàn bộ 3,500 nhân viên của USSTRATCOM đã chuyển đến trụ sở mới.

## Tham khảo

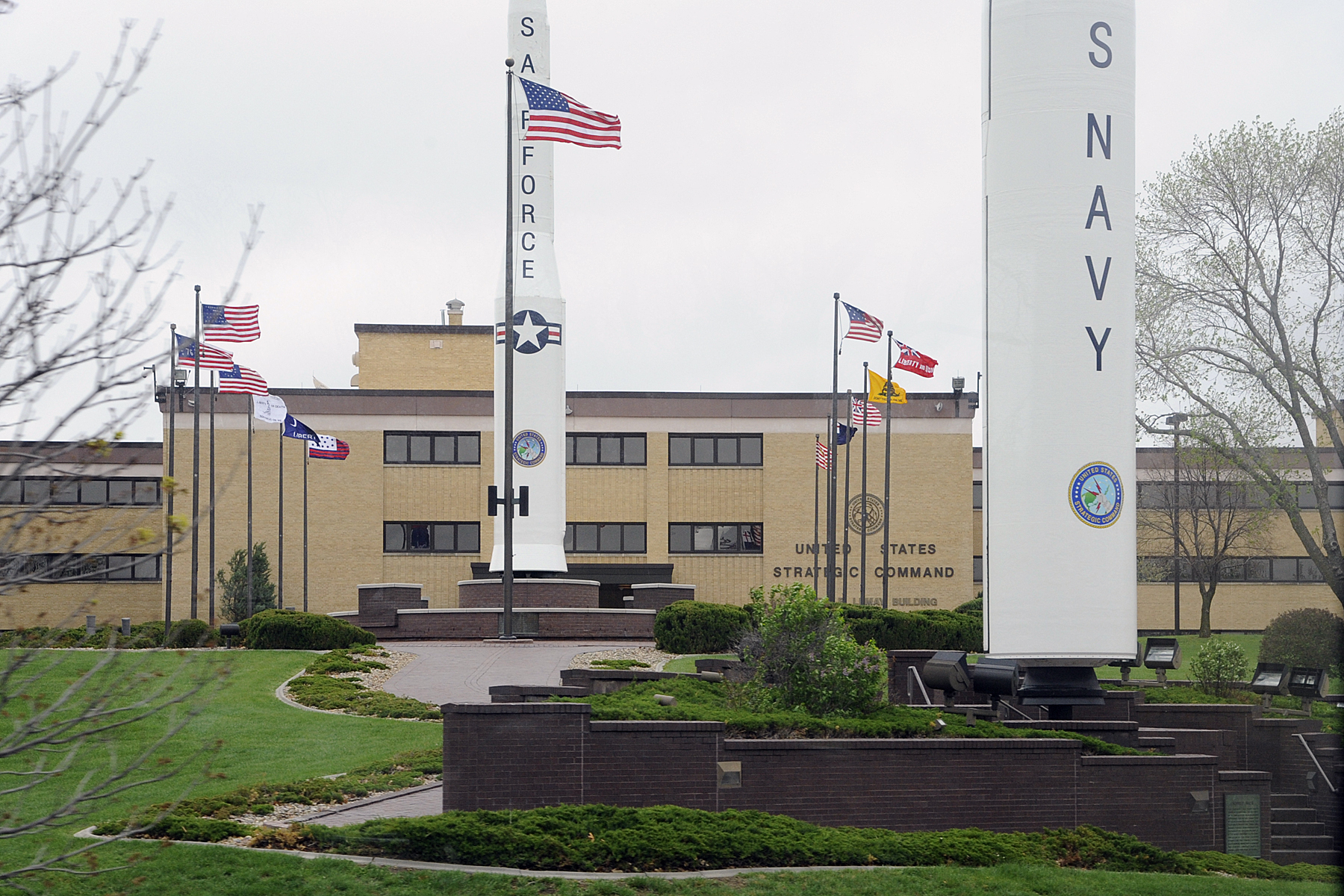
Toà nhà Gen. Curtis E. LeMay.

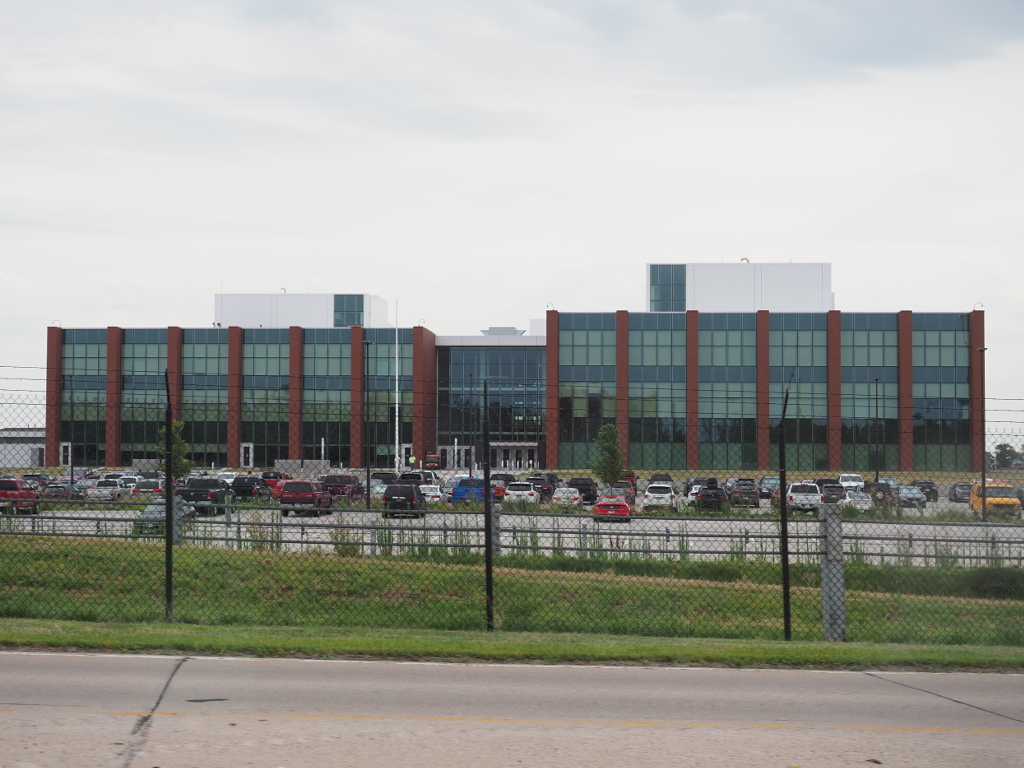
Toà nhà trụ sở mới.

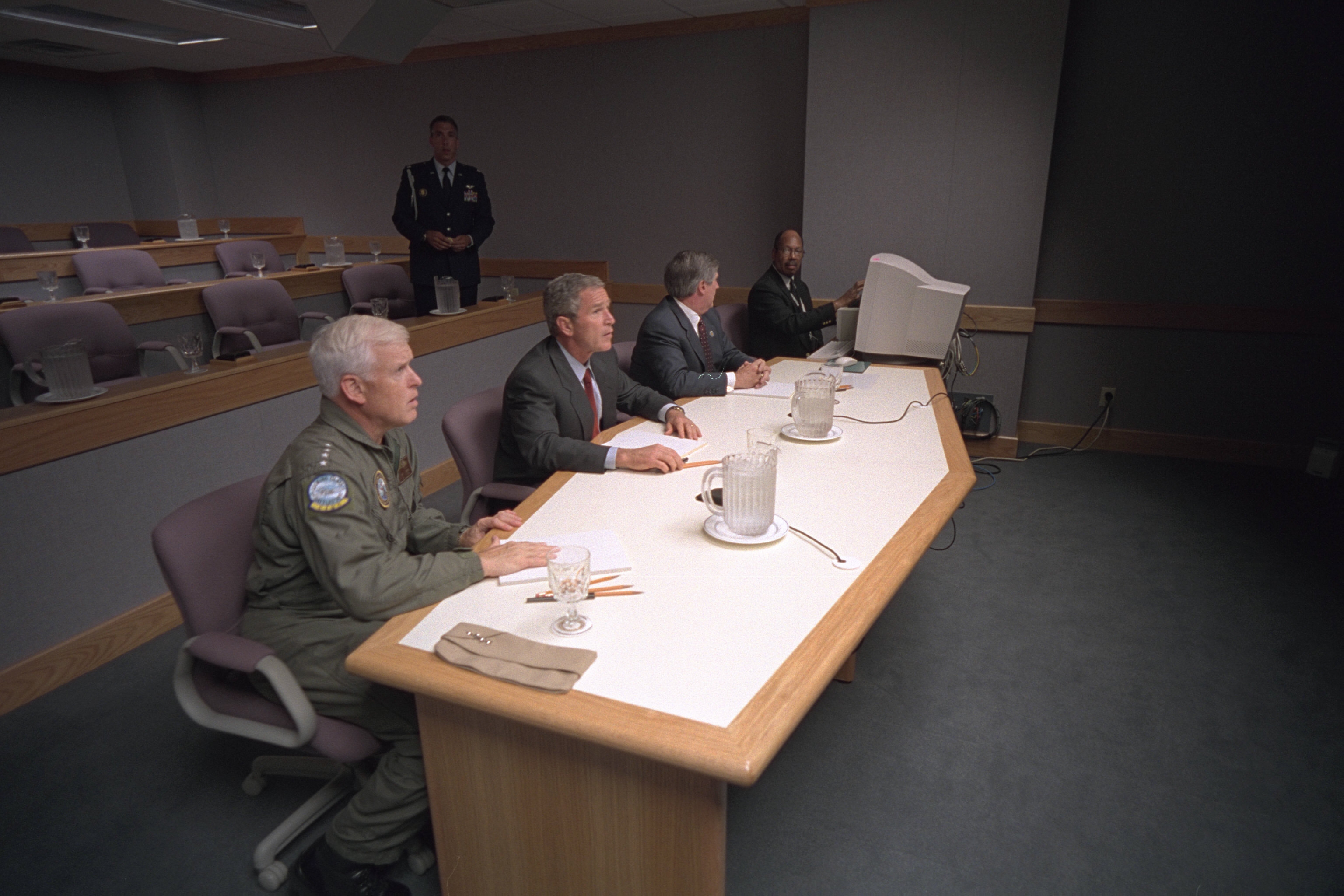
Cựu tổng thống George W Bush tại phòng liên lạc bên trong hầm ngầm.